# Devario quangbinhensis
Devario quangbinhensis o Chela quangbinhensis es una especie de los peces endémicos a Asia en general y en el parque nacional de Phong Nha-Ke Bang, provincia de Quang Binh, Vietnam en detalle. Este pez, en estado adulto, puede alcanzar los 8.5 centímetros.